# Rhadinopsylla sectilis
Rhadinopsylla sectilis är en loppart som beskrevs av Jordan et Rothschild 1923. Rhadinopsylla sectilis ingår i släktet Rhadinopsylla och familjen mullvadsloppor.

## Underarter
Arten delas in i följande underarter:
- R. s. sectilis
- R. s. goodi